# Jasyriew
Jasyriew (ros. Ясырев) – chutor w Rosji, w obwodzie rostowskim, w rejonie wołgodońskim. W 2010 liczył 784 mieszkańców.